# Puccinia coaetanea
Puccinia coaetanea är en svampart som beskrevs av Bubák 1905. Puccinia coaetanea ingår i släktet Puccinia och familjen Pucciniaceae.   Inga underarter finns listade i Catalogue of Life.